# Eunesaulax radialis
Eunesaulax radialis är en stekelart som beskrevs av Vladimir Ivanovich Tobias 1990. Eunesaulax radialis ingår i släktet Eunesaulax och familjen bracksteklar. Inga underarter finns listade i Catalogue of Life.